# تپه داش گل تپه سی
تپه داش گل تپه سی مربوط به دوره اشکانیان - دوره ساسانیان است و در شهرستان زنجان، بخش مرکزی، دهستان بوغدا کندی، ۱ کیلومتری غرب روستای سیدکندی واقع شده و این اثر در تاریخ ۲۶ اسفند ۱۳۸۷ با شمارهٔ ثبت ۲۵۹۵۴ به‌عنوان یکی از آثار ملی ایران به ثبت رسیده است.